# Benjamin Garcia (skateur)
Pour les articles homonymes, voir Benjamin Garcia et Garcia.
Benjamin Garcia, né le 4 mai 1993 à Bordeaux, est un skateur professionnel français . Il se démarque grâce à son titre de champion du monde lors de la coupe du monde de skateboard en 2017 (en: World Cup Skateboarding, WCS), avec plusieurs podiums dans les compétitions du championnat, il termine 1er à Graz en Autriche, 2e à Gdańsk en Pologne, 3e à Rotterdam aux Pays-Bas et 4e à Paris en France. Il est aussi connu pour ses actions militantes.

## Biographie

### Vie privée
Benjamin Garcia obtient en 2012 le baccalauréat général scientifique à Bordeaux, puis entreprend une licence en Management des Unités commerciales à la Faculté d'économie de Bordeaux. Il met un terme à ses études pour tenter sa chance en Californie,: le « berceau du skateboard ». Dès lors il se consacre entièrement au skateboard et arbore les villes du monde, à la recherche d'architecture atypique et de street spots. À travers ses nombreux voyages, il realise plusieurs vidéos et travaille notamment avec David Manaud, photographe français du skateboard.

### Débuts
Après avoir pratiqué différents sports tels que le judo, le tennis ou encore le football, Benjamin Garcia commence le skateboard à l'âge de 13 ans en s'exerçant dans de nombreux skateparks de Bordeaux.
À l'âge de 16 ans, il se fait une place sur la scène du skateboard français en se faisant remarquer lors de ses premières compétitions auxquelles il participe, notamment en remportant sa première compétition nationale en 2008 à Pessac lors des 11e Vibrations Urbaines. Le journal Surf Report décrit alors sa victoire comme « indiscutable » parce qu'il a su réaliser « une multitude de tricks au coping (blunt front out, switc blunt front out aussi) tout en exploitant le park de manière efficace ».
À plusieurs reprises, la presse écrite vante ses talents. Selon Le Parisien en 2015, il figure parmi les « meilleurs skateurs du monde (...) ». En 2016, la Fédération française de roller et skateboard décrit Vincent Milou, Benjamin Garcia, Robin Bolian et Aurélien Giraud comme « des jeunes prometteurs » dans la catégorie skateboard et soulignent qu'ils ont « de bonnes chances d’apparaître parmi les meilleurs mondiaux en street ».
Ce début de carrière professionnelle se traduit par l’acquisition de ses premiers sponsors. Il se classe à la 3e place des championnats de Monde en 2014 et 2018 et obtient le titre de champion du monde en 2017 sur le circuit WCS. Il gagne également un titre de champion d'Europe en 2018 à Bâle en Suisse et intègre l'équipe de France de Skateboard en 2018, au sein de la FFRS au côté d'Aurélien Giraud.

## Carrière

### Résultats en street skate
| Date | Compétition               | Lieu                        | Résultat                           |
| ---- | ------------------------- | --------------------------- | ---------------------------------- |
| 2014 | Nike one shot Best trick  | Paris (France)              | 1re                                |
| 2014 | Nike one shot Best trick  | Londres (Angleterre)        | 1re                                |
| 2014 | World Cup Skateboarding   | Moscou (Russie)             | 7e                                 |
| 2014 | World Cup Skateboarding   | Vigo (Espagne)              | 4e                                 |
| 2014 | World Cup Skateboarding   | Montréal (Canada)           | 7e                                 |
| 2014 | World Cup Skateboarding   | Paris (France)              | 5e                                 |
| 2015 | Wild in The Park (Volcom) | Paris (France)              | 2e                                 |
| 2015 | World Cup Skateboarding   | Moscou (France)             | 7e                                 |
| 2015 | World Cup Skateboarding   | Vigo (Espagne)              | 7e                                 |
| 2015 | World Cup Skateboarding   | Beroun (République Tchèque) | 2e                                 |
| 2016 | Make it Count (Element)   | Paris (France)              | 1re                                |
| 2016 | World Cup Skateboarding   | Montréal (Canada)           | 3e                                 |
| 2016 | World Cup Skateboarding   | Vigo (Espagne)              | 3e                                 |
| 2016 | Championnat de France     | France                      | 3e                                 |
| 2016 | Mystic Cup                | Prague (République Tchèque) | Best Trick (Nollie Inward Reverse) |
| 2017 | World Cup Skateboarding   | Graz (Autriche)             | 1re                                |
| 2017 | World Cup Skateboarding   | Gdańsk (Pologne)            | 2e                                 |
| 2017 | World Cup Skateboarding   | Rotterdam (Pays-Bas)        | 3e                                 |
| 2017 | World Cup Skateboarding   | Paris (France)              | 4e                                 |
| 2017 | CDMX Cup                  | Mexico (Mexique)            | 1re                                |
| 2017 | Mystic Cup                | Prague (République Tchèque) | Best Trick (Biggerflip FS Board)   |
| 2017 | LBX Cup                   | Luxembourg (Luxembourg)     | 2e                                 |
| 2018 | Championnat d'Europe      | Bâle (Suisse)               | 1re                                |
| 2018 | Mistral Skate Cup         | Marignane (France)          | 3e                                 |
| 2018 | Antwerp skate Cup         | Anvers (Belgique)           | 1re                                |
| 2019 | Love Innsbruck Calling    | Innsbruck (Autriche)        | 3e                                 |
| 2019 | Tampa Pro                 | Tampa (US)                  | 15e                                |
| 2020 | Tampa Pro                 | Tampa (US)                  | 13e                                |
| 2020 | King of Plaza             | Les deux alpes (France)     | 1re                                |
| 2020 | Far'n High                | Paris (France)              | 2e                                 |

Aujourd'hui, Benjamin Garcia poursuit toujours sa carrière internationale de skater au sein Team France avec Aurélien Giraud, Vincent Milou, Joseph Garbaccio et Tim Debauche.

### Team France: qualifications aux Jeux Olympiques en street
À la suite d'une décision du Comité international olympique prise lors de sa 129e session le 3 août 2016 à Rio de Janeiro, le skateboard est ajouté comme sport additionnel aux Jeux olympiques d'été dans deux disciplines, le park et le street,. Pour se qualifier en street aux Jeux Olympiques, il y a cinq niveaux de compétition dont chacune a ses propres qualificatifs pour y participer :
- Les championnats mondiaux de skateboard (événements WS/SLS)
- Les championnats continentaux, dont le championnat d'Europe
- Les championnats nationaux, dont le championnat de France

Et avec deux saisons qualificatives : 
- Le Pro Open et Pro Tour (événements WS/SLS)
- Les 5-Star events, en français les « cinq évènements de l'année »[40]

La première saison s'est déroulée du 01 janvier 2019 au 30 septembre 2019 et la seconde, initialement prévue entre le 1er octobre 2019 et 30 janvier 2021 est étendue jusqu'au 29 juin 2021.
En 2019, il participe avec six autres français au SLS World Tour Stop London 2019, dans l'équipe Team France, que L'Équipe décrit comme « (l)e circuit mondial regroupant l'élite en street est qualificatif pour les Jeux Olympiques 2020 ».
Lors des championnats du monde de 2018, Aurélien Giraud et Vincent Milou se sont qualifiés pour le SLS Pro Tour Saison 1. Lors des championnats du monde SLS de skateboard à São Paulo au Brésil de 2019, Aurélien Giraud se classe 1er lors du Dew Tour de 2019, et Vincent Milou se classe à troisième place de l'étape SLS de Los Angeles de 2019, mais il ne parviennent pas à se qualifier en finale, seulement pour les demi-finales, terminant à la 20e place.
En raison de la pandémie de Covid-19, Benjamin Garcia qui n'a pas été qualifié pour la Saison 1, devait se présenter aux qualifications de la Saison 2 du SLS pour essayer de se qualifier pour les Jeux olympiques d'été de 2020, mais les évènements de la saison 2 ont tous été annulé ou suspendu. Ils peuvent toutefois être reconduits jusqu'au 29 juin 2021 puisque les Jeux olympiques d'été de 2020 sont eux-aussi reportés à 2021.
En novembre 2020, dans le système de classement olympique mondial du skateboard (en: Olympic World Skate Ranking, OWSR), Aurélien Giraud est à la 7e place, Vincent Milou à la 12e, Joseph Garbacciano à la 38e, Benjamin Garcia à la 79e et Tim Debauche à la 154e place.
Table récapitulative des participations de le Team France aux qualificatifs en street pour les Jeux olympiques :
| Compétition                          | Date                   | Lieu                      | Saison   | Niveau                | Résultat : rang (points OWSR) | État (Covid-19) |
| ------------------------------------ | ---------------------- | ------------------------- | -------- | --------------------- | --- | --------------- |
| SLS World Tour Stop                  | 24 -26 mai 2019        | Londres (Grande-Bretagne) | Saison 1 | Pro Open              | Aurélien Giraud : 28e (460) Vincent Milou : 20e (720) Joseph Garbaccio : 50e (402) Benjamin Garcia : 40e (412) Tim Debauche : 48e (404)   | A eu lieu       |
| Dew Tour                             | 10 – 16 juin 2019      | Long Beach (États-Unis)   | Saison 1 | 5-Star                | Aurélien Giraud : 1er (40000) Vincent Milou : 16e (790) Joseph Garbaccio : N/A (N/A) Benjamin Garcia : N/A (N/A) Tim Debauche : N/A (N/A) | A eu lieu       |
| SLS World Tour Stop Los Angeles 2019 | 23 - 28 juillet 2019   | Los Angeles (États-Unis)  | Saison 1 | Pro Tour              | Aurélien Giraud : 21e (660) Vincent Milou : 3e (21600) Joseph Garbaccio : 42e (410) Benjamin Garcia : N/A (N/A) Tim Debauche : N/A (N/A)  | A eu lieu       |
| ISO Henan 2019                       | 3 - 8 septembre 2019   | Henan (Chine)             | Saison 1 | 5-Star                | Aurélien Giraud : N/A (N/A) Vincent Milou : N/A (N/A) Joseph Garbaccio : 17e (660) Benjamin Garcia : 42e (268) Tim Debauche : N/A (N/A)   | A eu lieu       |
| STU Open                             | 9 - 15 septembre 2019  | São Paulo (Brésil)        | Saison 1 | Championnats du monde | Aurélien Giraud : 31e (1050) Vincent Milou : 16e (6420) Joseph Garbaccio : 17e (660) Benjamin Garcia : 42e (268) Tim Debauche : N/A (N/A) | A eu lieu       |
| Oi STU Open                          | 11 - 17 novembre 2020, | Rio de Janeiro (Brésil)   | Saison 2 | 5-Star                | Aurélien Giraud : N/A (N/A) Vincent Milou : 9e (1650) Joseph Garbaccio : 34e (276) Benjamin Garcia : N/A (N/A) Tim Debauche : N/A (N/A)   | A eu lieu       |
| WS Lima Open                         | 16 - 22 mars 2020      | Lima (Pérou)              | Saison 2 | 5-Star                | N/A | Suspendu        |
| ISO Yancheng 2020                    | 06 - 12 avril 2020     | Yancheng (Chine)          | Saison 2 | 5-Star                | N/A | Suspendu,       |
| ISO Nanjing 2020                     | 14 - 19 avril 2020     | Nanjing (Chine)           | Saison 2 | 5-Star                | N/A | Suspendu,       |
| ARK League                           | 22 - 06 avril 2020     | Samukawa (Japon)          | Saison 2 | 5-Star                | N/A | Annulé          |
| Dew Tour                             | 4 - 10 avril 2020      | Long Beach (États-Unis)   | Saison 2 | 5-Star                | N/A | Suspendu        |
| WS/SLS World Championship            | 19 - 24 mai 2020       | Londres (Grande-Bretagne) | Saison 2 | Championnats du monde | N/A | Suspendu        |

Note : WS, abréviation de World Skate ; SLS, abréviation de street League Skateboarding; ISO, abréviation de International Skateboarding Open

## Divers
Sous le mandat d'Alain Juppé de 2006 à 2019 en tant que maire de Bordeaux, il milite pour autoriser la pratique du skateboard qui est alors interdite dans plusieurs places comme la place Commandos de France, la place Pey-Berland et la place Rohan. En 2017, la ville lance l'expérimentation Skate(z) zen et en mai 2018, deux médiateurs municipaux sont nommés afin de faciliter la parole et considérer les différentes opinions à ce sujet.
En 2019, Benjamin Garcia organise son premier voyage en Jamaïque et commence son projet humanitaire avec l'aide du Club parisien PSC (Paris Skate Culture). Il est accompagné de son directeur Remy Walter qui lui fait découvrir la culture jamaïcaine[réf. souhaitée]. C'est ainsi qu'ils sont à l'initiative d'aides conséquentes[citation nécessaire] dans la culture skateboard sur le territoire[réf. nécessaire].